# Кумановски народоосвободителен партизански отряд
Кумановски народоосвободителен партизански отряд е комунистическа партизанска единица във Вардарска Македония, участвала в така наречената Народоосвободителна войска на Македония.
Създаден е на 26 юни 1943 година в село Пелинце. Формиран е от 11 члена на ЮКП и СКМЮ в Куманово. Двете групи се разминават на кръстопътя между Четириския и Никулския път. Първата група се включва в редиците на Втория южноморавски народоосвободителен партизански отряд край село Братоселце. Другата група в периода 4 – 5 юни 1943 година напада железопътната линия северно от село Букаревац. По-късно на 2 август от тези две групи е формиран Кумановския отряд. Командир на отряда е Християн Тодоровски, а политически комисар Бранко Павлович – Уча. След като отряда се насочва към Македония, Павлович остава на територията на Южна Сърбия, а за политкомисар е определен Доне Филиповски. Докрая на август отряда действа заедно с южнморавския отряд в Кумановско и Кривопаланечко. На 5 октомври 1943 година води битка с българската войска при Карпинския манастир. На 10 октомври отряда е преименуван на Скопско-кумановски отряд и разделен на две чети. Първата действа в направлението Куманово-Кратово-Крива паланка, а втората в Скопска Черна гора След като достига до 100 души преминава в Първи кумановски народоосвободителен партизански батальон.
Според Методи Гарев, участник в комунистическата съпротива във Вардарска Македония, двата партизански отряда в Кумановско са разбити и разпръснати от българската войска и полиция, които от своя страна не дават жертви заради слабата организация на комунистическата съпротива.

## Участници
- Борис Поцков, командир
- Благое Стефков, политически комисар
- Трайко Стойковски
- Йордан Цеков, командир на чета
- Борис Милевски